# Haddowia aetii
Haddowia aetii är en svampart som beskrevs av Steyaert 1972. Haddowia aetii ingår i släktet Haddowia och familjen Ganodermataceae.   Inga underarter finns listade i Catalogue of Life.